# Crómlech pirenaico

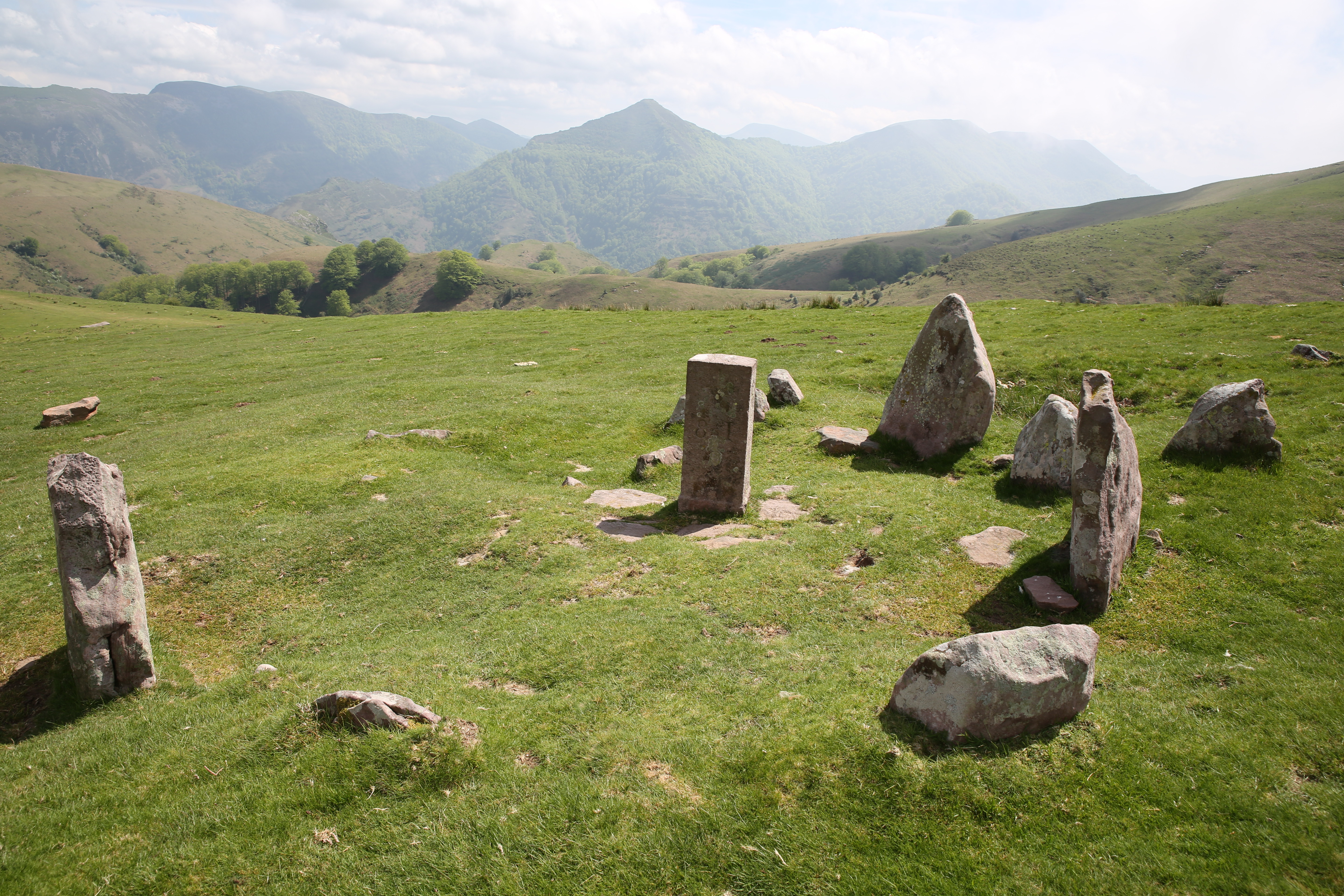
Crómlech de Mehatseko Bizkarra.

Los crómlech pirenaicos, también llamados harrespil o baratz en el País Vasco, son monumentos megalíticos —comparativamente— modestos en forma de círculo de piedras, con diámetros entre 2 y algo menos de 10 metros, y menhires, que en casos excepcionales alcanzan los 3 metros. Generalmente, en el mismo lugar se encuentran grupos de dos a veinte círculos con diferentes diámetros cuyo origen puede remontar a los años 1200 a 600 a. C.
Los crómlech pirenaicos se distribuyen en un área que se extiende desde Andorra hasta el golfo de Vizcaya, a ambos lados de los Pirineos, de hecho, en el territorio en el que está atestiguado el idioma aquitano tanto en territorio francés como español. No se encuentran en el resto de la península ibérica.
La principal teoría sobre su uso y sentido, es que se trata de enterramientos.